# Helmut Straßburger
Helmut Straßburger (* 11. Januar 1930 in Dessau; † 19. Juni 2010 in Berlin) war ein deutscher Regisseur, Schauspieler und Theaterleiter.

## Biografie
Helmut Straßburger arbeitete nach dem Abitur 1948 als Bühnenbildner und Bühnentechniker in Dessau. Am Anhaltischen Theater in Dessau wurde er im Jahr darauf Schauspieler und gehörte dem Schauspiel-Ensemble bis 1957 an. Noch im selben Jahr wurde er als Schauspieler an das Staatstheater Dresden gerufen und 1963 letztendlich an die Volksbühne Berlin unter der Intendanz von Benno Besson, wo er dann ab 1973 auch als Oberspielleiter und Regisseur viele Jahre tätig war. Bei seinen Inszenierungen arbeitete er meist mit dem Co-Regisseur und Dramaturgen Ernstgeorg Hering zusammen. Mit Rosenows Kater Lampe hatte Helmut Straßburger an der Volksbühne Berlin sein bekanntes Regie-Debüt gegeben, seine Inszenierung von Diderots Rameaus  Neffe zählte mit ihren 296 Vorstellungen sogar zu den erfolgreichsten Volksbühnen-Produktionen aller Zeiten, mit nationalen und internationalen Gastspielen. Das Bühnenbild dazu gestaltete Otto Nagels letzter noch lebender Schüler, der Maler und Grafiker Günter Horn.
Nicht wenige der Stücke, etwa 1984 Koritke, wurden auch vom Fernsehen der DDR übernommen. Daneben spielte er auch häufig in Kino- und Fernsehfilmen. Zumeist spielte er komödiantische Rollen, die er nicht selten sehr hintergründig anlegte, so den Falstaff in Die lustigen Weiber von Windsor (1981). Aber auch Charakterhauptrollen wie der des Friedrich Engels in Mohr und die Raben von London (1969) machten ihn bekannt. 1979 wurde Straßburger der Goethe-Preis der Stadt Berlin verliehen. Auf dem 2. Nationalen Spielfilmfestival der DDR gewann er gemeinsam mit Rolf Ludwig für seine Rolle in Unser kurzes Leben den Preis als bester Nebendarsteller. Mehr als 20 Jahre lehrte er als Dozent an der Hochschule für Schauspielkunst „Ernst Busch“ Berlin, zu seinen Schülern gehörte unter anderem Corinna Harfouch. 1992 kehrte er mit dem Der Hauptmann von Köpenick nach Dessau zurück und wurde dort nach der Gastinszenierung von 1992 bis 2004 Schauspieldirektor am Anhaltischen Theater. Zuletzt stand der Schauspieldirektor bei Samuel Becketts Warten auf Godot in seiner letzten Rolle als Pozzo auf der Bühne.
Straßburgers sich schnell verschlechternder Gesundheitszustand veranlasste ihn 2004, seine Theaterleitung abzugeben. Nach mehreren Schlaganfällen innerhalb weniger Jahre starb er am 19. Juni 2010 im Alter von 80 Jahren in Berlin. Er hinterließ drei Söhne und zwei Töchter aus drei langjährigen Lebenspartnerschaften und Ehen. Drei der Kinder sind ebenfalls Schauspieler und in der Theater- und Filmbranche tätig. Die Schauspielerinnen Antje und Margrit Straßburger sowie der Musiker Frank Straßburger stammen aus der dreißigjährigen Ehe mit der Balletttänzerin Erika Straßburger. Der Autor und Filmemacher Sebastian Ugowski, der auch als Sänger und Schauspieler tätig war und sowohl als Komponist als auch als Musik-Produzent unter dem Pseudonym „Gilmano“ internationale Musikerfolge verzeichnete, entstammt der langjährigen Beziehung mit der Theater- und Filmschauspielerin Karin Ugowski. Ein weiterer Sohn stammt aus der Ehe mit der Schauspielerin Astrid Straßburger.
Straßburger war Mitglied der LDPD. Im März 1977 wurde er auf dem 12. Parteitag der LDPD in Weimar zum Mitglied des Zentralvorstandes der LDPD gewählt.
Straßburger wurde am 6. Juli 2010 auf dem historischen Friedhof am Bürgerpark in Berlin-Pankow unter der Anteilnahme auch namhafter Freunde und Kollegen wie Hildegard Alex, Ursula Karusseit, Hans Teuscher oder Günter Junghans beigesetzt.

## Filmografie (Auswahl)
- 1956: Thomas Müntzer – Ein Film deutscher Geschichte
- 1958: Emilia Galotti
- 1963: Das Märchen vom goldenen Schützen (Sprechrolle)
- 1968: Der Streit um den Sergeanten Grischa (Fernsehfilm)
- 1969: Mohr und die Raben von London
- 1971: Die Bilder des Zeugen Schattmann (Fernsehfilm)
- 1971: Avantgarde (Theateraufzeichnung)
- 1972: Trotz alledem!
- 1972: Polizeiruf 110: Der Tote im Fließ (Fernsehreihe)
- 1973: Das Licht der Schwarzen Kerze (TV-Mehrteiler)
- 1974: Der nackte Mann auf dem Sportplatz
- 1975: Till Eulenspiegel
- 1976: Das blaue Licht
- 1976: Polizeiruf 110: Reklamierte Rosen (Fernsehreihe)
- 1977: Die Leuchtturminsel (Sprechrolle)
- 1977: Schach von Wuthenow (Fernsehfilm)
- 1978: Einer muß die Leiche sein
- 1978: Eine Nummer zu klein (HFF)
- 1980: Don Juan – Karl-Liebknecht-Str. 78
- 1980: Ein gewisser Agathopulus (Sprechrolle)
- 1981: Die lustigen Weiber von Windsor (Fernsehfilm)
- 1981: Rameaus Neffe (Fernsehfilm, Co-Regie)
- 1981: Feuerdrachen (Fernseh-Zweiteiler)
- 1981: Überblickt man die Jahre (Fernsehfilm)
- 1981: Unser kurzes Leben
- 1981: Wilhelm Meisters theatralische Sendung (Fernsehfilm)
- 1982: Mein Vater ist ein Dieb
- 1983: Einer vom Rummel
- 1983: Martin Luther
- 1984: Erscheinen Pflicht
- 1984: Koritke (Fernsehfilm)
- 1986: Blonder Tango
- 1986: Claire Berolina (Fernsehfilm)
- 1987: Der Freischütz in Berlin (Fernsehfilm)
- 1987: Engelsaugen (HFF)
- 1987: Hasenherz
- 1988: Die Weihnachtsgans Auguste (Fernsehfilm)
- 1989: Die Besteigung des Chimborazo
- 1990: Albert Einstein (Fernseh-Zweiteiler)
- 1996: Gezeiten der Liebe (Fernsehserie)

## Theater (Schauspieler)
- 1962: William Shakespeare: Troilus und Cressida (Paris) – Regie: Hannes Fischer (Staatstheater Dresden)
- 1964: Robert Planchon nach Alexandre Dumas der Ältere: Die drei Musketiere – Regie: Rudolf Vedral (Volksbühne Berlin)
- 1964: John Boynton Priestley: Die skandalöse Affäre von Mr. Kettle und Mrs. Moon (Arzt) – Regie: Hans-Joachim Martens  (Volksbühne Berlin – Theater im III. Stock)
- 1965: Peter Hacks: Moritz Tassow (Dziomba) – Regie: Benno Besson (Volksbühne Berlin)
- 1966: Jean Anouilh: Jeanne oder die Lerche (Inquisitor) – Regie: Hans-Joachim Martens (Volksbühne Berlin)
- 1967: Georg Kaiser: Nebeneinander – Regie: Wolf-Dieter Panse (Volksbühne Berlin)
- 1967: Helmut Baierl: Mysterium Buffo - Variante für Deutschland (Redakteur) – Regie: Wolfgang Pintzka (Volksbühne Berlin)
- 1967: Friedrich Schiller: Kabale und Liebe (Präsident von Walter) – Regie: Hans-Joachim Martens (Volksbühne Berlin)
- 1968: William Shakespeare: Die lustigen Weiber von Windsor (Falstaff) – Regie: Harald Engelmann/Hans-Joachim Martens/Volkmar Neumann (Volksbühne Berlin)
- 1968: Horst Kleinadam: Von Riesen und Menschen (Vater) – Regie: Karl Gassauer (Volksbühne Berlin)
- 1968: Boris Djacenko: Doch unterm Rock der Teufel (Bogdan) – Regie: Fritz Bornemann (Volksbühne Berlin)
- 1969: William Shakespeare: Troilus und Cressida (Thersites) – Regie: Hannes Fischer (Volksbühne Berlin)
- 1970: Walentin Katajew: Avantgarde (Müller) – Regie: Fritz Marquardt (Volksbühne Berlin)
- 1971: Carlo Gozzi: König Hirsch (Pantalone) – Regie: Benno Besson/Brigitte Soubeyran (Volksbühne Berlin)
- 1972: Tirso de Molina: Don Gil von den grünen Hosen (Diener Quintana) – Regie: Brigitte Soubeyran (Volksbühne Berlin)
- 1974: István Örkény: Katzenspiel (Viktor) – Regie: Brigitte Soubeyran (Volksbühne Berlin)
- 1974: Christoph Hein: Schlötel oder Was solls – Regie: Manfred Karge/Matthias Langhoff (Volksbühne Berlin)
- 1976: Heiner Müller: Die Bauern (Schankwirt) – Regie: Fritz Marquardt (Volksbühne Berlin)

## Theater (Regie)
- 1973: Denis Diderot: Rameaus Neffe (Neffe) – Regie mit Ernstgeorg Hering (Volksbühne Berlin – Sternfoyer)
- 1975: Carlo Gozzi: Das schöne grüne Vögelchen – Regie mit Ernstgeorg Hering (Volksbühne Berlin)
- 1977: Armin Stolper (nach Michail Bulgakow): Aufzeichnungen eines Toten (auch mehrere Rollen) – Regie mit Ernstgeorg Hering (Volksbühne Berlin – Sternfoyer)
- 1979: Carlo Gozzi: Turandot – Regie: mit Ernstgeorg Hering (Badisches Staatstheater Karlsruhe)
- 1980: Gerhart Hauptmann: Der Biberpelz (Volksbühne Berlin; mit Hering)
- 1981: Christian Dietrich Grabbe: Scherz, Satire, Ironie und tiefere Bedeutung – Regie: mit Ernstgeorg Hering (Theater im Palast)
- 1982: Omar Saavedra Santis: Amapola – Regie mit Ernstgeorg Hering (Volksbühne Berlin)
- 1983: Heinrich von Kleist: Der zerbrochne Krug – Regie mit Ernstgeorg Hering (Volksbühne Berlin)
- 1986: Aristophanes: Die Vögel – Regie mit Ernstgeorg Hering (Volksbühne Berlin)
- 1987: Alfred Döblin: Berlin Alexanderplatz – Regie mit Ernstgeorg Hering (Volksbühne Berlin)

## Hörspiele
- 1969: Emmanuel Roblès/Philippe Derrez: Männerarbeit – Regie: Edgar Kaufmann (Hörspiel – Rundfunk der DDR)
- 1969: Claude Prin: Potemkin 68 (Mitglied des Streikkomitees) – Regie: Edgar Kaufmann (Hörspiel – Rundfunk der DDR)
- 1969: Fritz Selbmann: Ein weiter Weg – Regie: Fritz-Ernst Fechner (Hörspiel (8 Teile) – Rundfunk der DDR)
- 1970: Horst Liepach: Der Dichter und seine Fabeln (Ludwig IX.) – Regie: Christa Kowalski (Rätselörspiel (4 Teile) – Rundfunk der DDR)
- 1971: Werner Jahn: Fußballexperten (Herr Strohbusch) – Regie: Joachim Gürtner (Hörspielreihe: Neumann, zweimal klingeln – Rundfunk der DDR)
- 1974: Herbert Fischer: Autofahrt (Max) – Regie: Fritz Göhler (Hörspiel – Rundfunk der DDR)
- 1975: Linda Teßmer: Der Fall Tina Bergemann (Sauter) – Regie: Hannelore Solter (Hörspiel – Rundfunk der DDR)
- 1983: Lion Feuchtwanger: Erfolg (Ratzenberger) – Regie: Werner Grunow (Hörspiel – Rundfunk der DDR)
- 1984: Annelies Schulz: Schiewas Rache oder Die Geschenke der Götter (Brahma) – Regie: Norbert Speer (Kinderhörspiel – Rundfunk der DDR)
- 1998: Michail Bulgakow: Der Meister und Margarita – Regie: Petra Meyenburg (Hörspiel (30 Teile) – MDR)